# André Lalande
Pierre André Lalande (Digione, 18 luglio 1867 – Asnières-sur-Seine, 15 novembre 1963) è stato un filosofo francese, professore all'École normale supérieure de jeunes filles e alla Sorbona di Parigi, nonché all'Università del Cairo.
Il suo nome è noto per il lavoro fondamentale del Vocabulaire technique et critique de la philosophie, revu par MM. les membres et correspondants de la Société française de philosophie et publié, avec leurs corrections et observations par André Lalande, membre de l'Institut, professeur à la Sorbonne, secrétaire général de la Société (2 volumi, 1927).

## Opere
- Lectures sur la philosophie des sciences (1893)
- La Dissolution opposée à l'évolution dans les sciences physiques et morales (1899)
- Précis raisonné de morale pratique, par questions et réponses (1907)
- Vocabulaire technique et critique de la philosophie, revu par MM. les membres et correspondants de la Société française de philosophie et publié, avec leurs corrections et observations par André Lalande, membre de l'Institut, professeur à la Sorbonne, secrétaire général de la Société (2 volumes, 1927). Réédition : Presses universitaires de France, Paris, 2006.
- La Psychologie des jugements de valeur (1928)
- Les Théories de l'induction et de l'expérimentation (1929)
- La Raison et les normes, essai sur le principe et sur la logique des jugements de valeur (1948)